# Lado Goediasjvili
Vladimir (Lado) Goediasjvili (Georgisch: ლადო გუდიაშვილი) (Tbilisi, 18 maart 1896 O.S. - aldaar, 20 juli 1980) was een Georgisch schilder, graficus en theater- en filmkunstenaar. Voor zijn werk werd hij in 1972 uitgeroepen tot Volksartiest van de Sovjet-Unie en in 1976 tot Held van de Socialistische Arbeid.

## Biografie

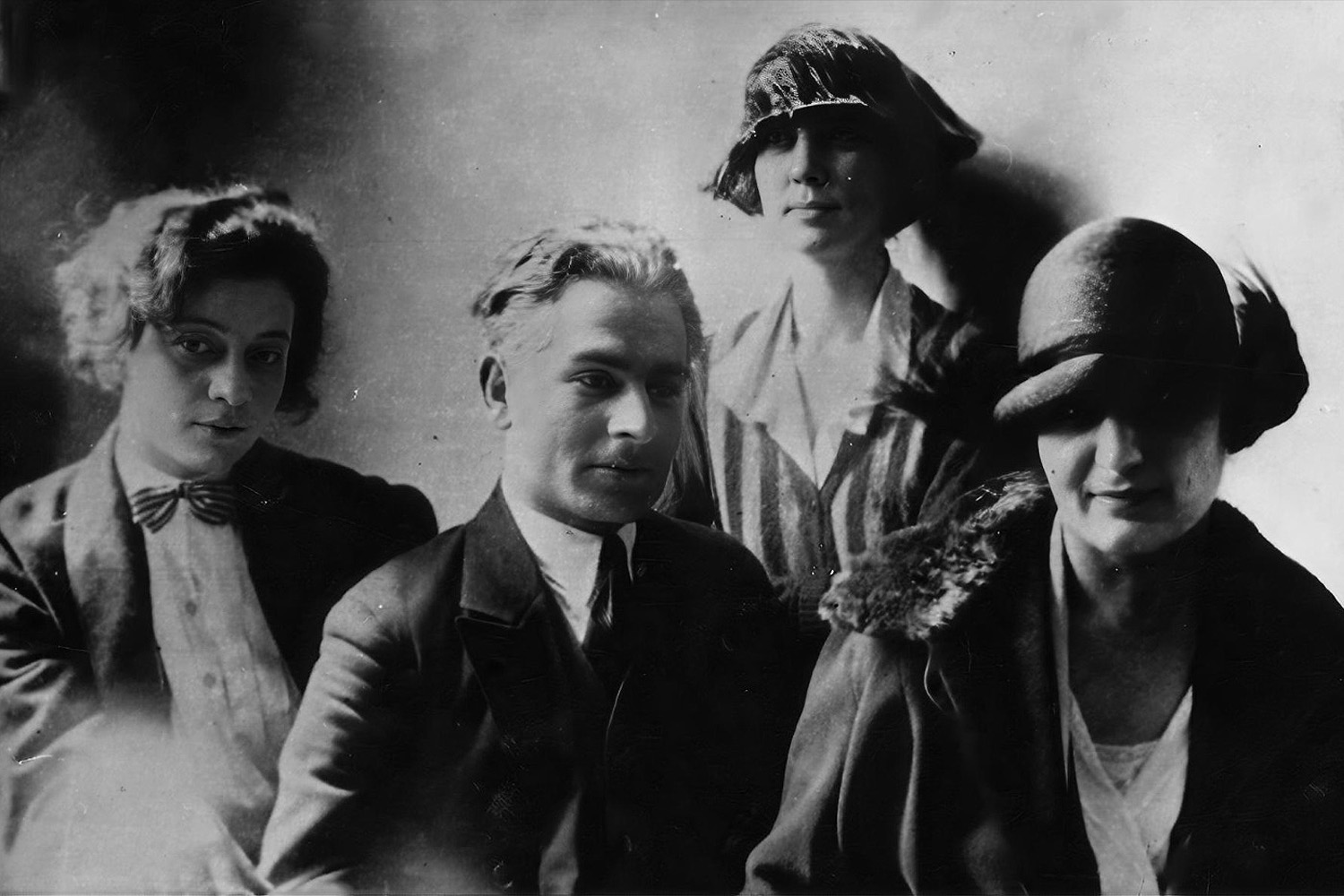
Goediasjivli in Parijs in 1923 met Elene Achvlediani (l) en Ketevan Magalasjvili (r).

Lado Goediasjvili werd geboren in Tbilisi in een gezin van een spoorwegmedewerker. Van 1910 tot 1914 studeerde hij aan de school voor beeldhouwkunst en beeldende kunst in Tbilisi. In de daaropvolgende jaren gaf hij les aan het jongensgymnasium in Tbilisi, werkte als illustrator voor verschillende periodieken en deed hij mee aan kunstreizen in Georgië om zich te trainen in muurschilderingen aan de hand van historische fresco's. Hij maakte daarna verschillende muurschilderingen in etablissementen in Tbilisi.
In 1919 verhuisde Goediasjvili met een beurs van de Georgische kunstassociatie naar Parijs, waar ook andere Georgische kunstenaars van zijn generatie naar toe trokken, waaronder David Kakabadze, Ketevan Magalasjvili en Elene Achvlediani. Parijs was op dat moment het creatieve middelpunt van de avant-garde en andere innovatieve kunst. In zijn Parijse periode, waar hij studeerde aan de vrije Rostom-academie, nam hij regelmatig deel aan tentoonstellingen in Parijs en het buitenland en ging hij om met verschillende beroemde internationale kunstenaars. In 1926 verhuisde Goediasjvili terug naar het inmiddels communistische Georgië, waar hij een sterk veranderde artistieke realiteit aantrof.

### Invloed van de Sovjetdoctrine

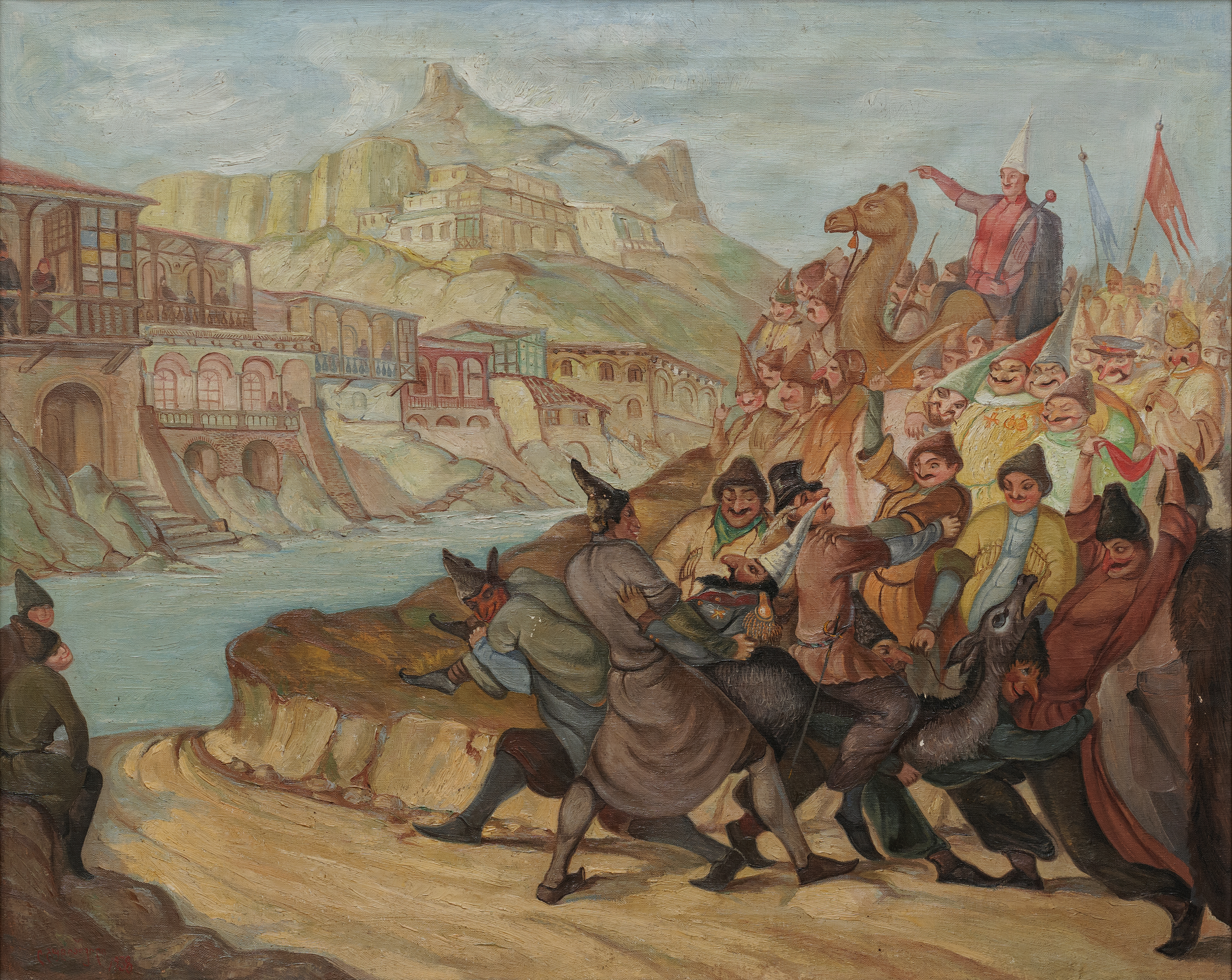
De Khan in de Koera gegooid (1938) beeldt de laatste scène van een oud-Georgisch theaterstuk uit.

Net als generatiegenoten zocht Goediasjvili een weg om met de beknellende normering van de Sovjedictatuur ten aanzien van de kunsten om te gaan en werkte in veiliger terreinen als kunstenaar voor theater en bioscoop en boekillustrator. Het socialistisch realisme dat in de jaren 30 opgelegd werd, betekende dat kunst in dienst stond van staatspropaganda, waarbij de ideeën van de Sovjetregering aan de massa overgebracht moesten worden en leiders en helden van de Sovjetrevolutie geëerd.
Het was geheel tegen de individualistische opvattingen van Goediasjvili, die voor zichzelf een fantasiewereld creëerde. Deze weerbarstigheid tegen het systeem kwam tot uiting in zijn werken. De olieverfschilderijen die hij maakte werden kleurrijker, waarbij hij het expressieve kleurenschema van contrasterend zwart en groen van zijn eerdere werk verving met donkere maar zachte subtiele tinten. De werken kenden een tragische geest en wanhoop met empathie voor menselijke ondeugden en slechtheid.

### Rebellie

Fresco in de Kasjvetikerk (1946).

In 1946 maakte Goediasjvili ondanks waarschuwingen in opdracht van de katholikos-patriarch fresco's in de Kasjvetikerk aan de Roestavelilaan tegenover de Opperste Sovjet. Hij kon het werk niet afmaken en werd door de autoriteiten ervan beschuldigd een formalist te zijn. Hij werd in 1948 ontslagen van de Kunstacademie waar hij sinds 1926 lesgaf en zijn lidmaatschap van de Unie van Schilders werd beëindigd. Goediasjvili won niettemin zijn individualistische strijd. De muurschilderingen overleefden de Sovjetperiode.
In deze periode begon Goediasjvili satirische beelden te tekenen vol maatschappijkritiek als antwoord op de artistieke repressie. Hij oogstte met zijn compromisloze houding bewondering onder jonge kunstenaars, maar de autoriteiten dachten daar anders over. Een grote retrospectieve tentoonstelling in 1957 in de Nationale Galerij van ongeveer 800 werken uit zijn artistieke carrière werd op het laatste moment verboden op last van de censuurautoriteit. Het publiek dat op de openingsdag voor de deur stond was zich hier niet van bewust, maar drong de Nationale Galerij binnen toen duidelijk werd dat de tentoonstelling was verboden. De tentoonstelling zou een aanjager blijken voor de post-stalinistische liberalisering onder de jonge generatie kunstenaars.

### Bevrijding en erkenning
Ook de destalinisatie vanaf eind jaren 1950 had een gunstig effect op de Georgische kunst. Goediasjvili kon terugkeren naar zijn eerdere stijl, weliswaar minder expressionistisch met meer lijnen in plaats van kleuren. Gedurende deze periode werkte hij ook als boekillustrator en decor- en theaterdecorateur.
Goediasjvili kreeg vooral in de post-Stalin periode erkenning met in 1976 de bekroning, de Held van de Socialistische Arbeid, de hoogste arbeidsonderscheiding in de Sovjet-Unie. Hij stierf op 20 juli 1980 in Tbilisi en werd in het pantheon van Mtatsminda in de hoofdstad begraven.

## Nagedachtenis

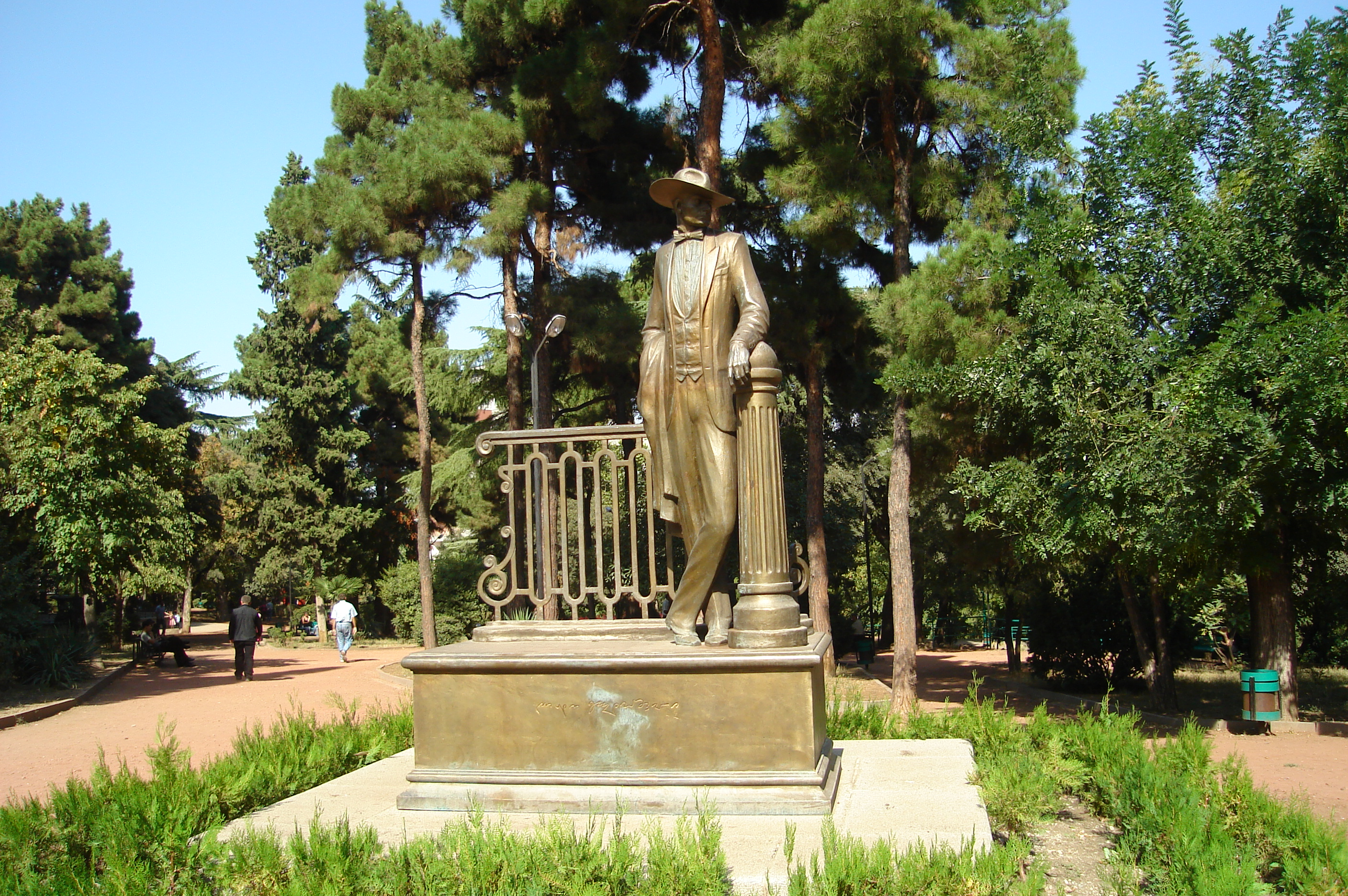
Standbeeld van Lado Goediasjvili in het 9 Aprilpark achter de Kasjvetikerk.

Goediasjvili's belangrijke plaats in de Georgische kunsten wordt op meerdere manieren geëerd. Er werden straten en pleinen naar hem vernoemd. In 2011 werd een speciaal aan zijn werken gewijd museum geopend dat is gevestigd in de Goediasjvilistraat in Tbilisi in het 'museumkwartier'. In het 9 Aprilpark achter de Nationale Galerij en de Kasjvetikerk kwam een standbeeld van Goediasjvili tussen andere Georgische kunstenaars.

## Onderscheidingen
Lado Goediasjvili kreeg bij leven verschillende onderscheidingen:
- Ereteken van de Sovjet-Unie (1937)
- Erekunstenaar van de Georgische SSR (1950)
- Volkskunstenaar van de Georgische SSR (1957)
- Orde van de Rode Vlag van de Arbeid (1958)
- Sjota Roestaveliprijs (1965), de hoogste Georgische prijs voor de kunsten en literatuur.
- Leninorde (1966, 1971, 1976)
- Volkskunstschilder van de Sovjet-Unie (1970)
- Held van de Socialistische Arbeid (1976)
- Ereburger van Tbilisi (1979)